# U. G. Krishnamurti
Uppaluri Gopala Krishnamurti (Machilipatnam, 9 de julio de 1918-Vallecrosia, 22 de marzo de 2007), conocido como U.G. Krishnamurti, fue un filósofo y escritor indio. Cuestionó la iluminación; aunque muchos lo consideraban una persona "iluminada", él a menudo se refería a su estado de ser como el "estado natural". Afirmaba que la exigencia de la iluminación era la única cosa que se interponía en el camino de la iluminación misma, si existía la iluminación.
Rechazó la base misma del pensamiento y al hacerlo negó todos los sistemas de pensamiento y conocimiento. Por lo tanto, explicó que sus afirmaciones eran experienciales y no especulativas.
No estuvo relacionado con Jiddu Krishnamurti, aunque tuvieron una serie de encuentros y como el mismo U.G. afirmaría la mayor parte de sus reflexiones estaban directamente relacionadas e influenciadas por la enseñanza de Jiddu Krishnamurti, del cual intento distanciarse reinterpretando el contenido de su enseñanza despojándola de contenido psicológico e introduciendo el factor biológico para describir la forma en la que su cuerpo estaba funcionando. A pesar de este intento de distanciamiento con respecto a Jiddu Krishnamurti, podemos percibir la fragancia de su esencia en todas las charlas y reflexiones de U.G krishnamurti.

## Primeros años
U.G. nació el 9 de julio de 1918 en Machilipatnam, una ciudad en la costa de Andhra Pradesh, India, y se crio en la ciudad de Gudivada. Su madre murió siete días después de su nacimiento, y fue criado por su abuelo materno, un rico brahmán abogado, que participaba en la Sociedad Teosófica. U.G. también se convirtió en miembro de la Sociedad Teosófica durante su adolescencia y menciona haber "heredado" su asociación con la Sociedad Teosófica de su abuelo.
Durante el mismo período de su vida, según los informes, U.G. vive una vida austera y al parecer practicó moksha. Para ello, entre los 14 y 21 años, emprendió todo tipo de ejercicios espirituales, decidido a averiguar si era posible el moksha. Queriendo alcanzar ese estado, intentó descubrir si había gente que de verdad se hayan "realizado" a sí mismos, sin ser hipócritas. Como parte de este esfuerzo, encontró una persona supuestamente "realizada".
Pasó siete veranos en el Himalaya con Swami Sivananda estudiando y practicando yoga y meditación. A su 20 años, U.G. comenzó a asistir a la Universidad de Madras, estudió psicología, filosofía, mística y otras ciencias, pero nunca completó un grado, habiendo determinado que las respuestas de Occidente —a lo que consideraba eran las preguntas esenciales— no eran mejores que las del Oriente.

## Misión
En 1939, a los 21 años, U.G. se reunió con el reconocido maestro espiritual Ramana Maharshi. U.G. relató que le preguntó a Ramana: "Esta cosa llamada moksha, ¿me lo puedes dar a mí?" —a lo que Ramana Maharshi supuestamente respondió: "Puedo dártelo, pero ¿puedes recibirlo?". Esta respuesta alteró completamente las percepciones de U.G. sobre el "sendero espiritual" y sus practicantes, y nunca más buscó el consejo de "esas personas religiosas". Más tarde, diría que la respuesta de Maharshi —que él percibió como "arrogante"— lo puso de nuevo en marcha.
En 1941 comenzó a trabajar para la Sociedad Teosófica, en la biblioteca de Charles Webster Leadbeater. Poco después, comenzó una gira internacional de conferencias en nombre de la Sociedad, visitando Noruega, Bélgica, Alemania y Estados Unidos. Volviendo a la India, se casó con una mujer brahmán llamada Kusuma Kumari en 1943, a los 25 años.
De 1947 a 1953, U.G. asistió regularmente a charlas de Krishnamurti en Madras, India. Con el tiempo a partir de un diálogo directo con él en 1953, los dos tenían discusiones casi diarias. Afirmó que no estaban dando respuestas satisfactorias a sus preguntas. Finalmente, sus reuniones se detuvieron. Describió parte de la discusión final:
Después de la ruptura con Jiddu Krishnamurti, U.G. continuó viajando, todavía dando conferencias. Más o menos al mismo tiempo que afirma haber sido "desconcertado" por la aparición continua de ciertos psíquicos poderes. En 1955, U.G. y su familia fueron a los Estados Unidos para recibir tratamiento médico para su hijo mayor, y permanecieron allí durante cinco años.

### Período en Londres
Finalmente se separó de su familia y se fue a vivir a Londres. Mientras está sentado un día en Hyde Park, fue confrontado por un policía que amenazaba con arrestarlo si no abandonaba el parque. Con sus últimos cinco peniques, se dirigió a la Misión Ramakrishna de Londres, donde residen. El Swami le dio dinero para una habitación de hotel para pasar la noche. Al día siguiente, U.G. comenzó a trabajar para la Misión Ramakrishna, un arreglo que duró tres meses. Antes de abandonar la misión dejó una carta para el Swamiji  diciéndole que se había convertido en un hombre nuevo.
Durante este tiempo, Jiddu Krishnamurti estaba en Londres y los dos Krishnamurtis renovaron su conocimiento. Jiddu trató de aconsejar a U.G. sobre sus recientes problemas matrimoniales, pero U.G. no quería su ayuda. Jiddu finalmente le persuadió de que asistiera a algunas charlas que estaba dando en Londres, lo que U.G. hizo, pero se sintió aburrido de escucharlo.
En 1961 puso fin a su relación con su esposa. Su matrimonio había sido un asunto en gran parte infeliz, y por ese tiempo se describió a sí mismo como "separado" de su familia, tanto emocionalmente como físicamente. A continuación, dejó Londres y pasó tres meses viviendo en París, utilizando los fondos que había obtenido mediante la venta de su billete de vuelta no utilizado a la India, durante la cual comió una variedad diferente de queso cada día. Con los últimos 150 francos, decidió irse a Suiza, donde aún tenía una pequeña cuenta bancaria. Por error se fue en tren a Ginebra, en lugar de Zúrich, donde estaba su cuenta bancaria.

### Suiza, periodo temprano
Después de dos semanas en Ginebra, U.G. era incapaz de pagar su factura de hotel y buscó refugio en el consulado de la India. Se mostró apático, sin esperanza, y se describió como "acabado"; pidió que lo enviasen a la India, lo que las autoridades consulares se negaron a hacer a expensas del Estado. Una empleada del consulado de unos 60 años llamada Valentine de Kerven le ofreció refugio. Valentine y U.G. se hicieron buenos amigos y ella le proporcionó una casa en Suiza.
Durante los años siguientes, las preguntas sobre el tema de la iluminación —o cualquier otra cosa— no le interesaban, y no hizo nada para promover su investigación. Pero en 1967, U.G. se volvió a preocupar por el tema de la iluminación, con ganas de saber sobre ese estado, que sabios como Siddhartha Gautama supuestamente habían alcanzado. Al enterarse de que Jiddu Krishnamurti estaba dando una charla en Saanen, U.G. decidió asistir. Durante la charla, Jiddu estaba describiendo el estado y U.G. pensó que se refería a sí mismo. Lo explicó así:

Cuando lo escuché, me pasó algo gracioso, un sentimiento peculiar de que estaba describiendo mi estado y no su estado. ¿Por qué quería conocer su estado? Estaba describiendo algo, algunos movimientos, algo de conciencia, algún silencio - "En ese silencio no hay mente, hay acción" - todo tipo de cosas. Así que estoy en ese estado. ¿Qué diablos he estado haciendo estos 30 o 40 años, escuchando a toda esta gente y luchando, queriendo entender su estado o el estado de alguien más, Buda o Jesús? Estoy en ese estado. Ahora estoy en ese estado. Así que salí de la tienda y nunca miré hacia atrás.

Y continúa: 

Entonces - muy extraña - esa pregunta "¿Qué es ese estado?" Se transformó en otra pregunta: "¿Cómo sé que estoy en ese estado, el estado de Buda, el estado que yo quería y exigía de todo el mundo? Estoy en ese estado, pero ¿cómo lo sé?".

## La calamidad
Al día siguiente, U.G. volvió a meditar la pregunta "¿Cómo sé que estoy en ese estado?" Sin respuesta. Más tarde contó que al darse cuenta repentinamente de que la pregunta no tenía respuesta, hubo una inesperada reacción física, así como psicológica. Le pareció una "explosión repentina" en el interior, volando, por así decirlo, cada célula, cada nervio y cada glándula de mi cuerpo ". Posteriormente, comenzó a experimentar lo que llamó "la calamidad", una serie de extrañas fisiológicas transformaciones que tuvieron lugar en el transcurso de una semana, que afecta a cada uno de sus sentidos, y, finalmente, lo que resulta en una experiencia semejante a la muerte. Lo describió así:

Lo llamo "calamidad" porque desde el punto de vista de quien piensa que esto es algo fantástico, dichoso y lleno de bienaventuranza, amor o éxtasis, esto es tortura física; Esto es una calamidad desde ese punto de vista. No es una calamidad para mí sino una calamidad para aquellos que tienen una imagen de que algo maravilloso va a suceder.

Al octavo día:

Entonces, en el octavo día estaba sentado en el sofá y de repente se produjo una explosión de tremenda energía, tremenda energía sacudiendo todo el cuerpo, y junto con el cuerpo, el sofá, el chalet y todo el universo, por así decirlo , Vibrando. No puedes crear ese movimiento en absoluto. Fue repentino. Si venía de fuera o de dentro, de abajo o de arriba, no sé - no pude localizar el lugar; todo había terminado. Duró horas y horas. No podía soportarlo, pero no había nada que pudiera hacer para detenerlo; Había un desamparo total. Esto continuaba, día tras día, día tras día.

La energía que está operando allí no siente las limitaciones del cuerpo; No está interesado; Tiene su propio impulso. Es una cosa muy dolorosa. ¡No es esa bienaventuranza extática, dichosa y toda esa basura y esas tonterías! - es realmente una cosa dolorosa.

U.G. no podía explicar la procedencia de las experiencias de calamidad. En respuesta a las preguntas, sostuvo que sucedió "a pesar de" su pre-ocupación con - y búsqueda para - iluminación. También sostuvo que la calamidad no tenía nada que ver con su vida hasta ese momento, ni con su educación. Varias veces se describen la calamidad que le pasa por una cuestión de oportunidad , y él insistió en que no es posible que, de alguna manera, transmitir esa experiencia a nadie más.

### Después de la calamidad
Según U.G., su historia de vida se puede separar en las partes pre y post calamidad. Al describir su vida post-desastre, afirmó estar funcionando permanentemente en lo que llamó "el estado natural": un estado de existencia espontánea, puramente física, sensorial, que se caracteriza por la discontinuidad - aunque no ausencia - del pensamiento. Krishnamurti también sostuvo que al encontrarse en el "estado natural", había perdido todo conocimiento y recuerdos adquiridos, y tuvo que volver a aprender todo, como si "... la pizarra hubiera sido limpiada".
Después de su experiencia de la calamidad, Krishnamurti viajó a menudo a países alrededor del mundo, declinando para sostener discusiones formales sin embargo hablar libremente a los visitantes y a los que lo buscaron hacia fuera. Ha dado a su charla pública después de la calamidad formal en la India, en 1972.
Su filosofía no-ortodoxa del no-mensaje y el estilo directo a menudo intransigente, de su presentación, generó una medida de la notoriedad y de las opiniones agudamente-divididas. En los extremos, algunas personas lo consideraron un iluminado, mientras que otros nada más que un charlatán. El clamor aumentó, tanto como libros y artículos sobre Krishnamurti y su filosofía recién expuesta, continuaron apareciendo.
Varias de sus discusiones de grupo y entrevistas han sido publicadas en libros, o son llevadas literalmente en varios sitios web. También hay una variedad de documentos de audio y video disponibles en línea.

## Salud
U.G. era conocido por su inusual salud y preferencias dietéticas, que lleva consigo una "cocina portátil" en una pequeña maleta a lo largo de sus viajes, se consume una gran cantidad de sal y crema, y declaró que "no hay comida que deba durar más de unos pocos minutos para prepararse." A lo largo de su vida, Krishnamurti nunca vio a un médico o tomó medicamentos, creyendo que el cuerpo se cuidaría a sí mismo. A menudo felicitado por la buena apariencia en su vejez, Krishnamurti respondería "eso es porque no como comida sana, no tomo vitaminas y no hago ejercicio".

## Muerte
El 22 de marzo de 2007, U.G. murió en Vallecrosia en Italia. Se había resbalado y se había lastimado durante siete semanas antes de morir. Tres amigos, incluyendo a largo plazo devoto Mahesh Bhatt , estaban a su lado cuando murió. En febrero de 2007, se habían dictado su discurso final, "Mi canto del cisne".
U.G. había pedido que no haya rituales o ritos funerarios cuando muera; tampoco dejó instrucciones sobre cómo deshacerse de su cuerpo. Su cuerpo fue cremado por Bhatt al día siguiente. Fiel a su propia filosofía, U.G. no quería ser recordado después de su muerte.

## Filosofía / No-Filosofía
U.G. enfatizó la imposibilidad y la no-necesidad de cualquier cambio humano, radical o mundano. Estas afirmaciones, afirmó, no pueden ser consideradas como una "enseñanza", es decir, algo destinado a ser usado para producir un cambio. Insistió en que el cuerpo y sus acciones ya son perfectos, y consideró intentos de cambiar o moldear el cuerpo como violaciones de la paz y la armonía que ya existe. La psique o el yo o la mente, una entidad que él negó como teniendo cualquier ser, está compuesta de nada más que la "demanda" de provocar el cambio en el mundo, en sí mismo, o en ambos. Por otra parte, humana autoconciencia no es una cosa, sino un movimiento, que se caracteriza por "descontento perpetuo" y una "insistencia fascista" en su propia importancia y la supervivencia.
Negó la existencia de una mente individual. Sin embargo, aceptó el concepto de una mente mundial que, según él, contenía la acumulación de la totalidad del conocimiento y la experiencia del hombre. También utilizó "esfera del pensamiento" (atmósfera de pensamientos) como sinónimo del término "espíritu del mundo". Afirmó que los seres humanos habitan este reino de pensamiento o esfera de pensamiento y que el cerebro humano actúa como una antena, recogiendo y escogiendo pensamientos de acuerdo a sus necesidades. Krishnamurti mantuvo toda la experiencia humana que es el resultado de este proceso de pensamiento. La autoconciencia o "yo" en los seres humanos nace de la necesidad de darse continuidad a través de la utilización constante del pensamiento. Cuando esta continuidad se rompe, aunque sea por una fracción de segundo, su posición en el cuerpo se rompe y el cuerpo cae en su ritmo natural. El pensamiento también cae en su lugar natural - entonces ya no puede interferir o influir en el funcionamiento del cuerpo humano. En ausencia de una continuidad, los pensamientos que surgen se queman.
En su estado natural, los sentidos del cuerpo adquieren existencias independientes (no coordinada de cualquier "yo interior") y las glándulas de secreción interna (que se corresponden con las ubicaciones de los hindúes chakras ) se vuelven a activar. Krishnamurti describe cómo es la glándula pineal , o Ajna Chakra, que se hace cargo del funcionamiento del cuerpo en su estado natural, en contraposición al pensamiento.
Sostuvo también que la razón la gente vino a él (y para los gurús ) era encontrar soluciones para sus problemas reales de todos los días, y / o de soluciones a un problema fabricado, es decir, la búsqueda de la espiritualidad y la iluminación. Insistió en que esta búsqueda es causada por el entorno cultural , que exige la conformidad de los individuos, ya que pone simultáneamente en ellos el deseo de ser especial - el logro de la iluminación por lo tanto considerarse como una expresión de coronación de "especialidad" de un individuo y la singularidad. En consecuencia, el deseo de iluminación es explotado por gurús, maestros espirituales y otros "vendedores de bienes de mala calidad", que pretenden ofrecer diversas formas de alcanzar esa meta. Según Krishnamurti, todos estos facilitadores nunca cumplen, y no pueden cumplir, ya que el objetivo en sí mismo (es decir, la iluminación), es inalcanzable.
Según U.G., "La llamada auto-realización es el descubrimiento para ti mismo y por ti mismo que no hay un yo que descubrir, lo cual será muy chocante porque va a estallar todos los nervios, todas las células, incluso las células del cerebro. Médula de tus huesos ".

## La cultura popular
El personaje de GJ en la serie Top of the Lake se basa en U.G.